# NaLyssa Smith
NaLyssa Smith (San Antonio, 8 agosto 2000) è una cestista statunitense, professionista nella WNBA.

## Carriera
È stata selezionata dalle Indiana Fever al primo giro del Draft WNBA 2022 (2ª scelta assoluta).

## Statistiche

### College
| Anno       | Squadra      | PG  | PT | MP   | TC%  | 3P%  | TL%  | RP   | AP  | PRP | SP  | PP   |
| ---------- | ------------ | --- | -- | ---- | ---- | ---- | ---- | ---- | --- | --- | --- | ---- |
| 2018-2019† | Baylor Bears | 38  | 1  | 15,3 | 54,3 | 11,1 | 68,1 | 5,1  | 0,4 | 0,4 | 0,4 | 8,4  |
| 2019-2020  | Baylor Bears | 28  | 27 | 24,2 | 58,6 | 0,0  | 74,6 | 8,0  | 0,6 | 0,9 | 0,6 | 14,3 |
| 2020-2021  | Baylor Bears | 31  | 31 | 30,4 | 56,1 | 21,4 | 79,2 | 8,9  | 1,2 | 1,2 | 0,8 | 18,0 |
| 2021-2022  | Baylor Bears | 35  | 35 | 32,8 | 55,0 | 23,7 | 79,5 | 11,5 | 1,1 | 0,7 | 1,1 | 22,1 |
| Carriera   | Carriera     | 132 | 94 | 25,4 | 55,8 | 20,0 | 76,8 | 8,3  | 0,8 | 0,8 | 0,7 | 15,5 |

### WNBA

#### Regular Season
| Anno     | Squadra       | PG  | PT | MP   | TC%  | 3P%  | TL%  | RP  | AP  | PRP | SP  | PP   |
| -------- | ------------- | --- | -- | ---- | ---- | ---- | ---- | --- | --- | --- | --- | ---- |
| 2022     | Indiana Fever | 32  | 32 | 30,7 | 41,9 | 38,1 | 61,8 | 7,9 | 1,4 | 0,5 | 0,3 | 13,5 |
| 2023     | Indiana Fever | 31  | 28 | 28,5 | 47,7 | 28,4 | 67,7 | 9,2 | 1,4 | 0,3 | 0,3 | 15,5 |
| 2024     | Indiana Fever | 40  | 37 | 24,8 | 48,0 | 29,2 | 56,7 | 7,1 | 1,0 | 0,8 | 1,0 | 10,6 |
| Carriera | Carriera      | 103 | 97 | 27,7 | 45,8 | 33,0 | 62,0 | 8,0 | 1,3 | 0,5 | 0,6 | 11,5 |

## Palmarès
- Campionessa NCAA (2019)
- WNBA All-Rookie First Team (2022)